# Iugomortiferum thoringtoni
Iugomortiferum і Iugomortiferum thoringtoni — вид і рід сумчастоподібних ссавців, які мешкали в Північній Америці під час крейдового періоду.